# 東京フィルメックス
東京フィルメックス（とうきょうフィルメックス、TOKYO FILMeX）は、優れた映画を通じた異文化交流を目指し、アジアの創造性に溢れ、多様性豊かな作り手を応援することを目的に、2000年に創設された映画祭である。映画祭は毎年11月に東京で開催される。

## 特色
「作家主義」を標榜し、アジアを中心とした各国の独創的な作品を上映する。中国・韓国・日本からの作品のほか、イラン・イスラエルなどの映画も多い。作品によっては監督・出演俳優などが来日し、上映時に舞台挨拶や観客との質疑応答（Q&A）に参加することがある。
上映作品は以下の3部門に大きく分かれている。
- コンペティション：審査員によって最優秀作品賞が選ばれる。
- 特別招待作品
- 特集上映作品：ある映画人や特定の国などについて、関係作品を集めて回顧上映を実施。

## 会場
メイン会場は有楽町朝日ホールが使われている。映画上映の合間に、ロビー階で映画祭ゲストによる座談会などのイベントも開かれる。また近隣の映画館TOHOシネマズ日比谷が、サブ会場としてレイトショーの時間帯に一部作品の上映を行なう。また、東京国立近代美術館フィルムセンターではフィルメックス側と共催の形で、映画祭会期に合わせて関連企画を実施している。

## これまでの映画祭

### 第1回
- 2000年12月16日 - 12月24日
  - 最優秀作品賞：『ふたりの人魚』ロウ・イェ 
  - 審査委員特別賞：『ジョメー』ハサン・イェクタパナー 
  - 特集：ソフラブ・シャヒド・サレス特集

### 第2回
- 2001年11月18日 - 11月26日
  - 最優秀作品賞：『フラワー・アイランド』ソン・イルゴン 
  - 審査委員特別賞：『少年と砂漠のカフェ』アボルファズル・ジャリリ 
  - 審査委員長：侯孝賢
  - 特集：岡本喜八特集、ニルキ・タピオヴァーラ特集

### 第3回
- 2002年12月1日 - 12月8日
  - 最優秀作品賞：『ブリスフリー・ユアーズ』アピチャートポン・ウィーラセータクン 
  - 審査委員特別賞：『右肩の天使』ジャムシェド・ウスモノフ 
  - 審査委員長：アン・ソンギ
  - 特集：ロシア映画特集

### 第4回
- 2003年11月22日 - 11月30日
  - 最優秀作品賞：『香火』ニン・ハオ 
  - 審査委員特別賞：『Joy of Madness』（劇場公開題『ハナのアフガンノート』）ハナ・マフマルバフ 
  - 審査委員長：ベルナール・エイゼンシッツ
  - 特集：清水宏特集、イスラム革命以前のイラン映画の特集

### 第5回
- 2004年11月20日 - 11月28日
  - 最優秀作品賞：『トロピカル・マラディ』アピチャートポン・ウィーラセータクン 
  - agnès b award：『Turtles Can Fly』（劇場公開題『亀も空を飛ぶ』）バフマン・ゴバディ 
  - 審査委員長：ドナルド・リチー
  - 特集：ガイ・マディン特集、内田吐夢特集、ボーディ・ガーボル特集

### 第6回
- 2005年11月19日 - 11月27日
  - 最優秀作品賞：『バッシング』小林政広 
  - 審査委員特別賞：イン・リャン監督に対して
  - agnès b award：『SPL 殺破狼』（劇場公開題『SPL狼よ静かに死ね』）ウィルソン・イップ 
  - 審査委員長：アボルファズル・ジャリリ
  - 特集：中川信夫特集、1920-40年代のスイス映画特集

### 第7回
- 2006年11月17日 - 11月26日
  - 最優秀作品賞：『天国へ行くにはまず死すべし』ジャムシェド・ウスモノフ 
  - 審査委員特別賞：『アザー・ハーフ』イン・リャン 
  - agnès b award：『オフサイド』（劇場公開題『オフサイド・ガールズ』）ジャファール・パナヒ 
  - 審査委員長：キム・ドンホ
  - 特集：岡本喜八特集、ダニエル・シュミット特集

### 第8回
- 2007年11月17日 - 11月25日
  - 最優秀作品賞：『テヒリーム』ラファエル・ナジャリ 
  - 審査委員特別賞：『アイ・イン・ザ・スカイ（原題）』（劇場公開題『天使の眼、野獣の街』）ヤウ・ナイホイ 
  - agnès b award：『Exiled 放・逐』（劇場公開題『エグザイル/絆』）ジョニー・トー 
  - 審査委員長：イ・チャンドン
  - 特集：山本薩夫特集、リッティク・ゴトク特集

### 第9回
- 2008年11月22日 - 11月30日
  - 最優秀作品賞：『バシールとワルツを』（劇場公開題『戦場でワルツを』）アリ・フォルマン 
  - agnès b award：『愛のむきだし』 園子温 
  - 審査委員特別賞：『木のない山』ソヨン・キム 、『サバイバル・ソング』 ユー・グァンイー 
  - 審査委員長：野上照代
  - 特集：蔵原惟繕特集、ジョアキン・ペドロ・デ・アンドラーデ特集

### 第10回
- 2009年11月21日 - 11月29日
  - 最優秀作品賞：『息もできない』ヤン・イクチュン 
  - agnès b award：『息もできない』ヤン・イクチュン 
  - 審査委員特別賞：『ペルシャ猫を誰も知らない』バフマン・ゴバディ 
  - 審査委員長：崔洋一
  - 特集：1930年代の松竹作品特集、ジャン＝ピエール・メルヴィル特集

### 第11回
- 2010年11月21日 - 11月29日
  - 最優秀作品賞：『ふゆの獣』内田伸輝
  - 審査員特別賞「コダックVISIONアワード」：『独身男』ハオ・ジェ
  - 観客賞：『Peace』想田和弘
  - 最優秀企画賞『Ilo Ilo』アンソニー・チェン
  - スペシャル・メンション『IT MUST BE A CAMEL』シャーロット・リム・レイ・クエン
  - 審査委員長：ウルリッヒ・グレゴール
  - 特集：アモス・ギタイ監督特集『越えて行く映画』

### 第12回
- 2010年11月20日 - 11月28日
  - 最優秀作品賞：『オールド・ドッグ』ペマツェテン
  - 審査員特別賞「コダックVISIONアワード」：『ムサン日記〜白い犬〜』パク・ジョンボム
  - 観客賞：『アリラン』キム・ギドク
  - 学生審査員賞：『学生審査員賞』奥田庸介
  - 最優秀企画賞：『Song of Mulberries』シャン・ゾーロン
  - スペシャル・メンション：『The Boy in White』アフィク・ディーン
  - 審査委員長：アミール・ナデリ
  - 特集：『限定！川島パラダイス♪』／『相米慎二のすべて -1980-2001全作品上映-』／『ニコラス・レイ生誕百年記念上映』

### 第13回
- 2012年11月23日 - 12月1日
  - 最優秀作品賞：『エピローグ』アミール・マノール
  - 審査員特別賞：『記憶が私を見る』ソン・ファン
  - 観客賞：『ピエタ（原題）』キム・ギドク
  - 学生審査員賞：『あたしは世界なんかじゃないから』高橋泉
  - タレント・キャンパス・トーキョー・アワード2012：『The Road』リ・シャンシャン
  - 審査委員長：SABU
  - 特集：『イスラエル映画傑作選』／『木下惠介生誕100年祭』

### 第14回
- 2013年11月23日 - 12月1日
  - 最優秀作品賞：『花咲くころ』ナナ・エクチミシヴィリ／ジーモン・グロス 
  - 審査員特別賞：『ハーモニー・レッスン』エミール・バイガジン 
  - 観客賞：『ILO ILO』アンソニー・チェン （劇場公開題『イロイロ ぬくもりの記憶』）
  - 学生審査員賞：『トランジット』ハンナ・エスピア 
  - スペシャル・メンション：

『カラオケ・ガール』ウィッサラー・ウィチットワータカーン 
『トーキョービッチ，アイラブユー』 吉田光希　
- - 審査委員長：モフセン・マフマルバフ
  - 特集：『生誕100年　中村登』／『ジャン・グレミヨン特集』

### 第15回
- 2014年11月22日 - 11月30日
  - 最優秀作品賞：『クロコダイル』フランシス・セイビヤー・パション 
  - 審査員特別賞／学生審査員賞：『彼女のそばで』アサフ・コルマン 
  - 観客賞：『プレジデント』モフセン・マフマルバフ 
  - スペシャル・メンション：『シャドウデイズ』チャオ・ダーヨン 
  - 審査委員長：賈樟柯
  - 特集：『デヴィッド・クローネンバーグ』／『1960 -破壊と創造のとき-』

### 第16回
- 2015年11月21日 - 11月29日
  - 最優秀作品賞：『タルロ』ペマツェテン 
  - 審査員特別賞／学生審査員賞：『ベヒモス』チャオ・リャン 
  - 観客賞：『最愛の子』ピーター・チャン 
  - 学生審査員賞：『タルロ』ペマツェテン 
  - スペシャル・メンション：

『白い光の闇』ヴィムクティ・ジャヤスンダラ 
奥田庸介監督（『クズとブスとゲス』／2015年／141分）
- - 審査委員長：イ・ヨンガン (映画監督)
  - 特集：『侯孝賢』／『蔡明亮』／『ピエール・エテックス』

### 第17回
- 2016年11月19日 - 11月27日
  - 最優秀作品賞：『よみがえりの樹』チャン・ハンイ 
  - 審査員特別賞：『バーニング・バード』サンジーワ・プシュパクマーラ 
  - 観客賞：『私たち』ユン・ガウン 
  - 学生審査員賞：『普通の家族』エドゥアルド・ロイ・Jr 
  - スペシャル・メンション：『私たち』ユン・ガウン 
  - 審査委員長：トニー・レインズ  (映画評論家)
  - 特集：イスラエル映画の現在

### 第18回
- 2017年11月18日 - 11月26日
  - 最優秀作品賞：『殺人者マルリナ』 モーリー・スリヤ （劇場公開題『マルリナの明日』）
  - 最優秀作品賞：『見えるもの、見えざるもの』 カミラ・アンディニ 
  - 観客賞：『ニッポン国VS泉南石綿村』 原一男 
  - 学生審査員賞：『泳ぎすぎた夜』 五十嵐耕平 ・ダミアン・マニヴェル 
  - タレンツ・トーキョー・アワード2017：『I wish I could HIBERNATE』 ゾルジャーガル・ピュレヴダッシュ 
  - スペシャル・メンション：『Doi Boy』 スパッチャ・ティプセナ 
  - 特集：ジャック・ターナー

### 第19回
- 2018年11月17日 - 11月25日
  - 最優秀作品賞: 『アイカ』 セルゲイ・ドヴォルツェヴォイ[4]
  - 審査員特別賞: 『轢き殺された羊』 ペマツェテン
  - 観客賞: 『コンプリシティ/優しい共犯』 近浦啓
  - 学生審査員賞: 『ロングデイズ・ジャーニー、イントゥ・ナイト（仮題）』 ビー・ガン（劇場公開題『ロングデイズ・ジャーニー この夜の涯てへ』）
  - スペシャル・メンション: 『夜明け』 広瀬奈々子[4]
  - 審査委員長: ウェイン・ワン（映画監督）　
  - 特集 : アミール・ナデリ

### 第20回
- 2019年11月23日 - 12月1日
  - 最優秀作品賞: 『気球』 ペマツェテン（劇場公開題『羊飼いと風船』）
  - 審査員特別賞: 『春江水暖』 グー・シャオガン（劇場公開題『春江水暖～しゅんこうすいだん』）
  - 観客賞: 『静かな雨』 中川龍太郎
  - 学生審査員賞: 『昨夜、あなたが微笑んでいた』 ニアン・カヴィッチ
  - スペシャル・メンション: 『つつんで、ひらいて』 広瀬奈々子/『昨夜、あなたが微笑んでいた』 ニアン・カヴィッチ
  - 審査委員長: トニー・レインズ（映画批評家、キュレーター、映画作家）　
  - 特集 : 阪本順治/歴代受賞作人気投票上映